# Archiborborus nitidicollis
Archiborborus nitidicollis är en tvåvingeart som först beskrevs av Becker 1919.  Archiborborus nitidicollis ingår i släktet Archiborborus och familjen hoppflugor. Inga underarter finns listade i Catalogue of Life.